# Lars Løkke Rasmussen

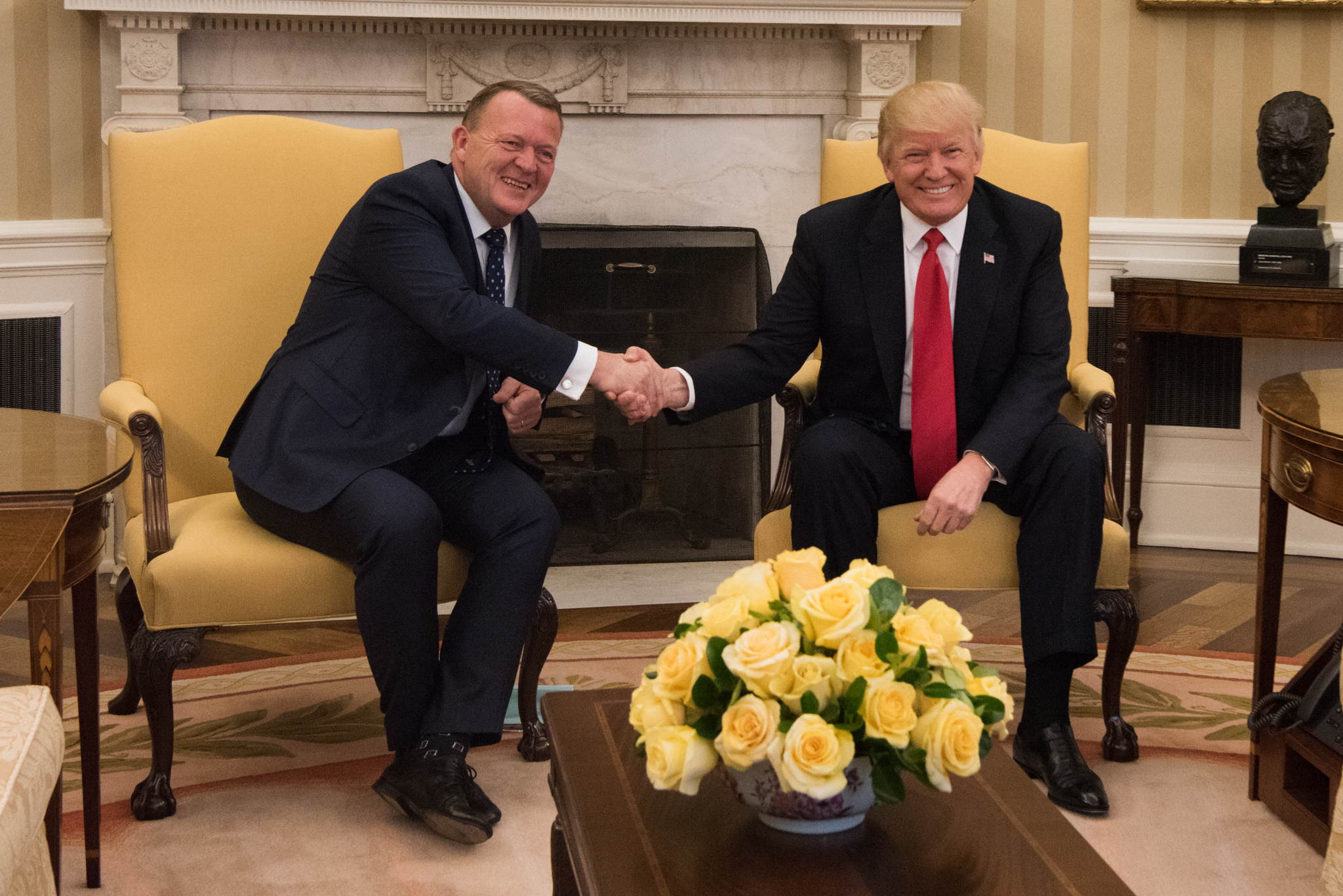
Rasmussen och USA:s president Donald Trump under ett möte i Vita huset 2017.

Lars Løkke Rasmussen [lɑːs ˈløɡə ˈʁɑsmusn̩], född 15 maj 1964 i Vejle, är en dansk jurist och politiker som är partiledare för Moderaterne, och som tidigare var partiledare för det konservativliberala partiet Venstre. Rasmussen var statsminister mellan den 5 april 2009 och 3 oktober 2011, och åter mellan den 28 juni 2015 och 27 juni 2019.

## Karriär
Rasmussen var 1986–1989 ordförande i Venstres Ungdom. Han avlade juristexamen vid Köpenhamns universitet 1992.
Rasmussen var ledamot i folketinget för Venstre från 1994 och ingick i Anders Fogh Rasmussens borgerliga regering 2001–2009, till en början som hälsominister och från 2007 som finansminister. När Fogh Rasmussen avgick som följd av sin utnämning till Natos generalsekreterare den 5 april 2009 efterträdde Lars Løkke Rasmussen honom som partiledare och statsminister och blev därmed den tredje i rad på den posten med samma efternamn.
I december 2009 var han ordförande för den senare delen av FN:s klimatkonferens i Köpenhamn.
Rasmussen återkom som statsminister efter folketingsvalet i Danmark 2015, men förlorade makten i det efterföljande valet i juni 2019. Venstre gjorde ett bra val som parti, men efter valet växte kritiken mot Rasmussen inom partiet och i augusti 2019 såg han sig tvungen att avgå som partiledare.
Den 1 januari 2021 meddelade Rasmussen i ett facebook-inlägg, att han lämnar Venstre, och i juni 2021 meddelade han att han ämnade starta ett nytt politiskt parti vid namn Moderaterne. Rasmussen hade som Venstreledare inför valet 2019 förespråkat en blocköverskridande regering, och detta blev också en av huvudpunkterna för det nya partiet. I folketingsvalet 2022 erhöll Moderaterne 9,27 % av rösterna och 16 mandat i folketinget. Rasmussen blev den 15 december 2022 Danmarks utrikesminister sedan Moderaterne tillsammans med Socialdemokratiet och Venstre bildat regeringen Frederiksen II.

## Utmärkelser
- Kommendör av första graden av Dannebrogorden,  8 juni 2009[6]
- Storkorset av isländska falkorden,  2017
- Tingpriset,  2017[7]
- Förtjänstorden, första rangen,  4 september 2023[8]
- Storkorset av den medborgerliga förtjänstorden,  30 oktober 2023[9]
- Sydkoreas diplomatiska förtjänstorden
- Storkors av Fenixorden

[Redigera Wikidata]